# جولیا پترکین
جولیا پترکین ((به انگلیسی: Julia Peterkin) ‏ ۳۱ اکتبر ۱۸۸۰–۱۰ اوت ۱۹۶۱) رمان‌نویس و نویسنده داستان کوتاه آمریکایی بود که برنده جایزه پولیتزر برای داستان در سال ۱۹۲۹ شد.

## کتابشناسی
رمان
- اسکارلت سیستر مری (۱۹۲۸)
- آوریل سیاه (۱۹۲۷)

داستان کوتاه
- پنجشنبه سبز (۱۹۲۴)